# Limnophila rubecula
Limnophila rubecula är en tvåvingeart som beskrevs av Alexander 1944. Limnophila rubecula ingår i släktet Limnophila och familjen småharkrankar.
Artens utbredningsområde är Peru. Inga underarter finns listade i Catalogue of Life.